# Kim Chun-wol
Kim Chun-wol (koreanisch 김춘월; * 24. August 1974) ist eine ehemalige nordkoreanische Eisschnellläuferin.

## Werdegang
Kim wurde im Jahr 1988 nordkoreanische Meisterin über 500 m und kam bei den Juniorenweltmeisterschaften 1989 in Kiew auf den 17. Platz im  Mini-Mehrkampf. In der Saison 1989/90 lief sie bei den Winter-Asienspielen 1990 in Sapporo auf den 13. Platz über 1000 m sowie auf den 11. Rang über 500 m und bei den Juniorenweltmeisterschaften 1990 in Obihiro auf den 13. Platz im Mini-Mehrkampf. In den folgenden Jahren belegte sie bei den Juniorenweltmeisterschaften 1991 in Calgary den 12. Platz im Mini-Mehrkampf und bei den Olympischen Winterspielen 1992 in Albertville den 33. Platz über 1000 m, den 29. Rang über 1500 m und den 28. Platz über 500 m. Ihre einzigen Rennen im Weltcup absolvierte sie im November 1993 in Berlin, wobei sie den 24. Platz über 1000 m und den 18. Platz über 500 m errang.

## Erfolge

### Olympische Spiele
- 1992 Albertville: 28. Platz 500 m, 29. Platz 1500 m, 33. Platz 1000 m

### Winter-Asienspiele
- 1990 Sapporo: 11. Platz 500 m, 13. Platz 1000 m

### Persönliche Bestzeiten
| Disziplin | Zeit        | Datum        | Ort     |
| --------- | ----------- | ------------ | ------- |
| 500 m     | 41,76 s     | 1. März 1991 | Calgary |
| 1000 m    | 1:24,19 min | 1. März 1991 | Calgary |
| 1500 m    | 2:11,06 min | 1. März 1991 | Calgary |
| 3000 m    | 4:40,98 min | 1. März 1991 | Calgary |